# Rượu vang đỏ

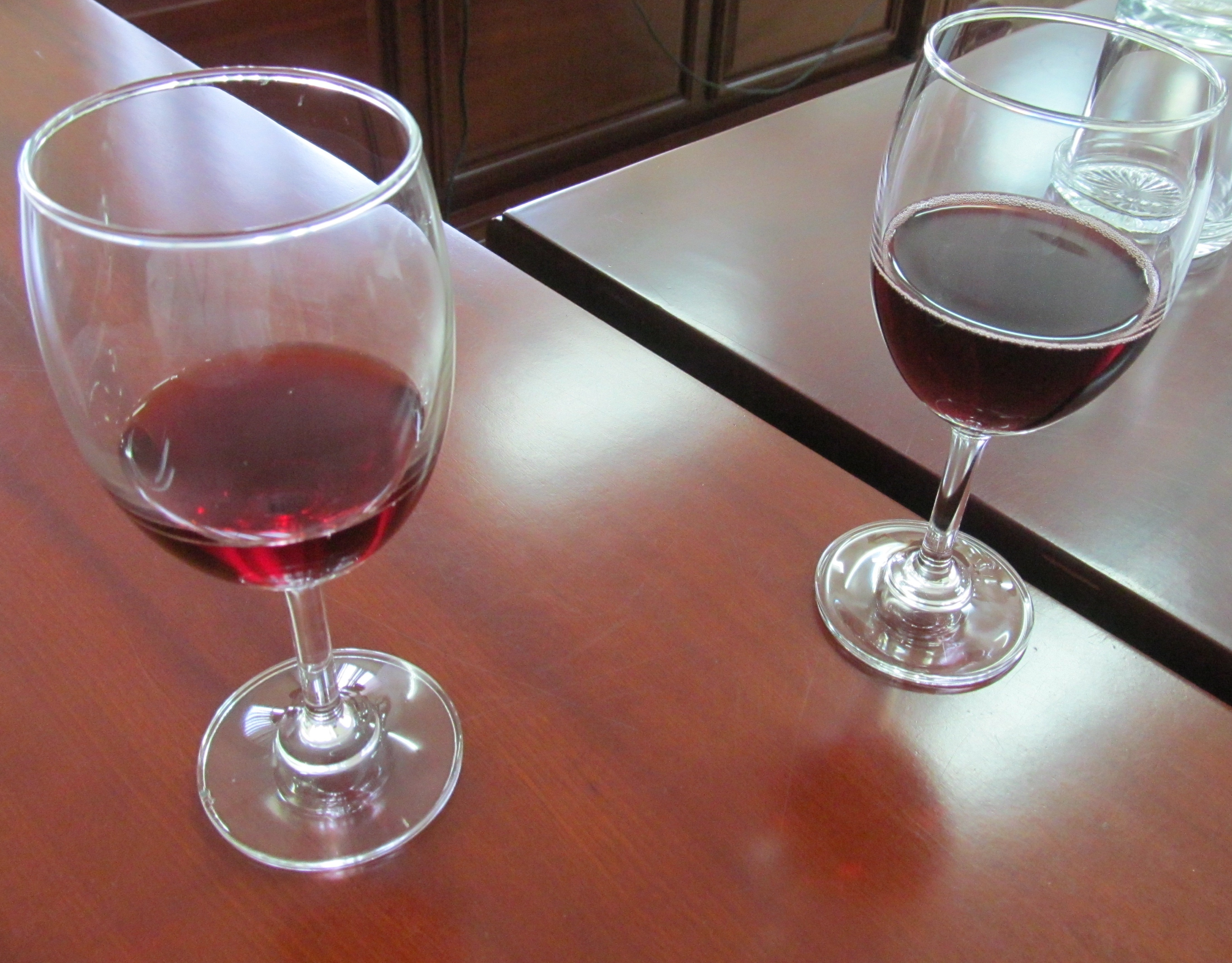
Rượu vang đỏ Đà Lạt

Rượu vang đỏ hay còn gọi là vang đỏ hay rượu nho đỏ là một dạng phổ biến của rượu vang được làm từ những loại nho đậm màu. Vang đỏ thường có màu đậm pha trộn giữa màu đỏ, đen và tím. Quá trình làm rượu vang đỏ thì vỏ nho cũng được nghiền nát cùng với ruột để tạo ra nước ép rồi lên men (ủ) thành rượu.

## Đặc điểm
Đây là loại rượu được làm từ nhiều giống nho đỏ (hoặc đen) khác nhau. Do nước ép từ thịt nho là nước hoa quả không màu cho nên màu của rượu phụ thuộc vào màu của vỏ nho và thời gian vỏ nho tiếp xúc với nước ép nho. Rượu đỏ trẻ (tức ủ chưa đủ thời gian) thường chứa nhiều tannin. Theo thời gian tannin giảm bớt và hòa quyện hài hòa với các thành phần khác của rượu chính vì vậy rượu vang đỏ thường để ủ lâu hơn rượu vang trắng. Rượu vang đỏ cũng có một số mùi vị đặc trưng như mùi anh đào, mùi nho khô, mùi dâu tây, mùi quả mâm xôi, mùi quả phúc bồn tử, mùi quả lý chua, mùi quả lý gai, mùi quả sung, mùi hạt tiêu (trắng và đen), mùi coca, mùi da, mùi bánh mì nướng, mùi khói, mùi cam thảo, mùi café moka, mùi quế, mùi hành tỏi. Các nhà sản xuất thường pha trộn các loại nho để tạo ra một hương vị đặc trưng.
Một số giống nho để tạo vang đỏ như Cabernet Sauvignon được nhân giống từ loại nho Bordeaux, với vỏ rất dày đảm bảo cho ruột nho chín đến khi có màu đỏ sẫm. Những người sản xuất rượu thường ủ trong gỗ sồi một thời gian dài hơn sẽ đạt được mùi và hương vị tối ưu. Giống nho Merlot được hái sớm hơn giống nho Cabernet Sauvignon vì có vỏ mỏng và do được hái sớm từ trên cây nên quá trình ủ nho cũng mau hơn các loại nho khác. Khi giống nho Merlot còn non thì có hương vị của dâu đen (Black Cherry) và khi chín thì hương vị đổi là mận ngọt (Sweet Plum). Các giống nho chính khác như Pinot noir, Zinfalden, Charbono Barbera và Carignane.

## Công dụng

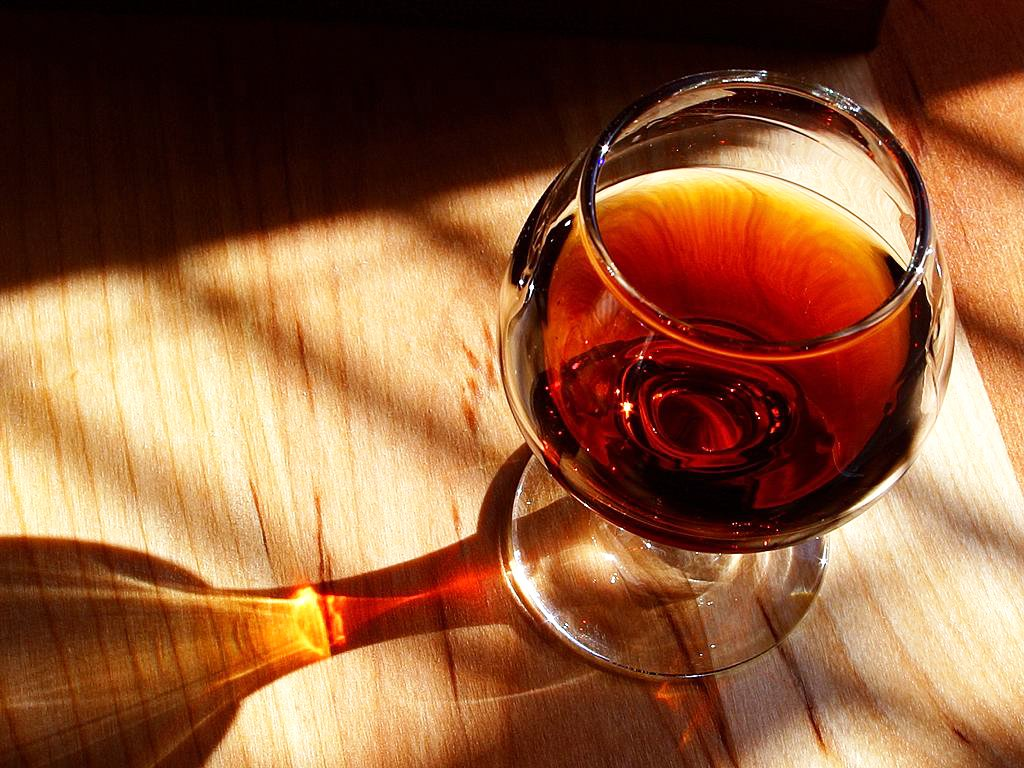
Rượu vang đỏ giúp chống ung thư

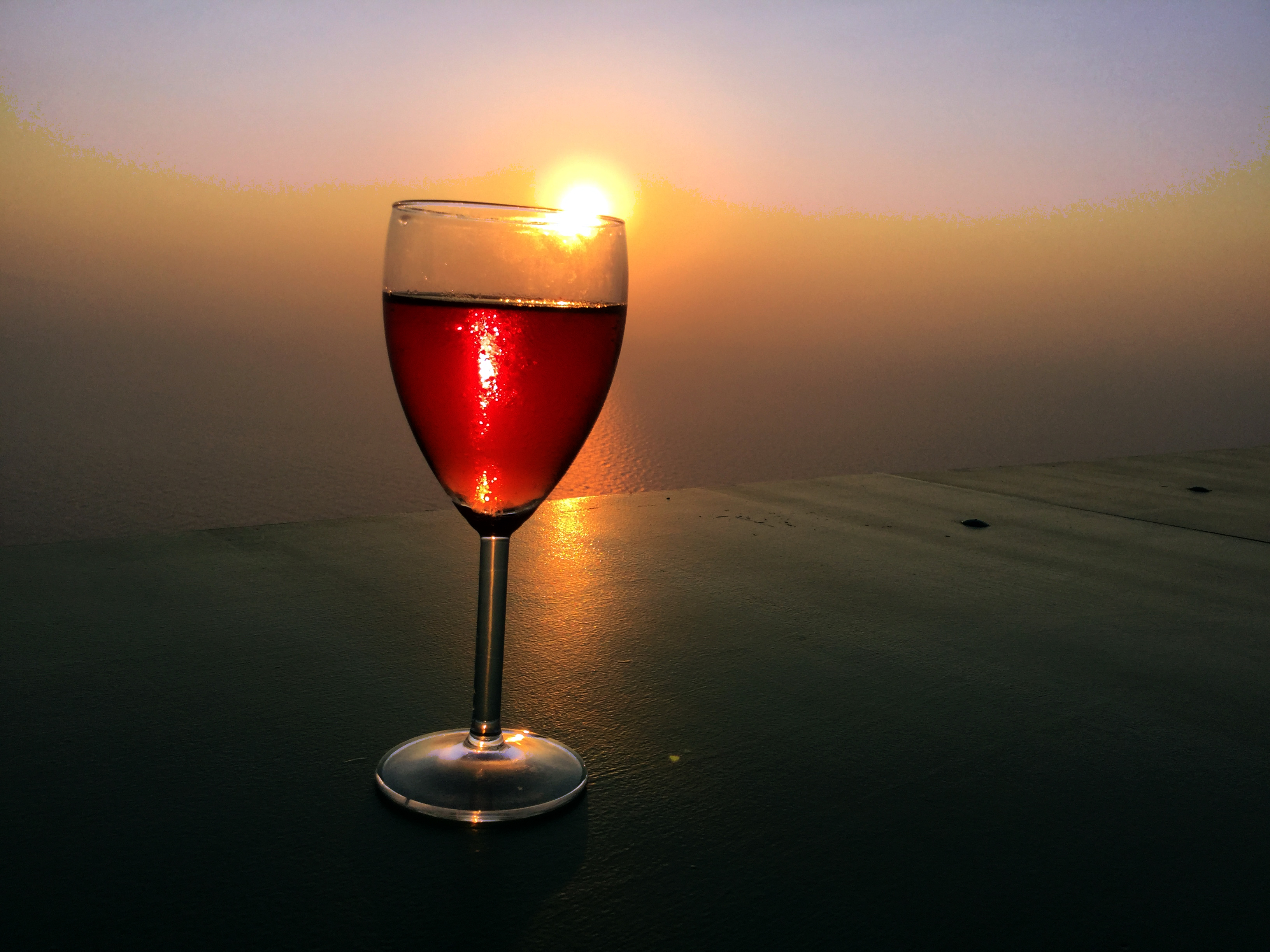
Rượu vang đỏ giúp giảm béo phì

Rượu vang đỏ chứa nhiều hợp chất chống oxy hóa có lợi cho sức khỏe, giúp phòng ngừa bệnh tim mạch, lợi ích của rượu nho đỏ chính là nhờ chất chống oxy hóa được tìm thấy trên vỏ quả. Vỏ nho chứa nhiều anthocyanin (chất tạo màu đỏ cho quả và là một nhánh của chất chống oxy hóa polyphenol). Uống rượu vang đỏ ở mức độ vừa phải có thể bảo vệ thị lực nhờ hợp chất resveratrol có tác dụng ngăn chặn mạch máu khỏi bị tổn hại, nó trực tiếp ngăn chặn sự phát triển của các mạch máu bất thường bên trong lẫn bên ngoài mắt. Thành phần resveratrol trong rượu vang đỏ có thể giúp ngăn ngừa các tác động tiêu cực của lối sống ít vận động lên người như công việc ngồi một chỗ của nhân viên văn phòng hoặc tình trạng không trọng lượng ở phi hành gia.
Uống rượu vang đỏ còn ngăn ngừa bệnh ung thư. Uống rượu vang đỏ thường xuyên giúp giảm nguy cơ ung thư vú ở phụ nữ, theo đó, những chất hóa học trong vỏ và hạt của trái nho đỏ lại có tác dụng giúp giảm lượng hormone oestrogen và tăng cường hormone testosterone của phụ nữ thời kỳ mãn kinh. Trong rượu vang đỏ có chất chống lại béo phì, còn trong sữa chua có nhiều axit lactic rất tốt cho đường ruột, khi kết hợp sữa chua và rượu vang đỏ có thể tiêu hóa tốt (chống táo bón) và cơ thể cân đối. Ngoài ra, các thành phần Polyphenol của rượu vang đỏ có thể ức chế quá trình tổng hợp một loại protein liên quan tới bệnh tim mạch. Rượu vang đỏ tốt cho tim vì thành phần Polyphenol của nó có tác dụng chống oxy hóa (ngăn chặn tác hại gây bệnh của các gốc tự do). Polyphenol chống được bệnh tim nhờ khả năng ức chế sản xuất Endothelin-1 (một loại protein gây co mạch máu, làm giảm lượng oxy tới tim và đóng vai trò chủ chốt trong bệnh mạch vành). Polyphenol nằm trong vỏ quả nho và vì vậy, chỉ riêng rượu vang đỏ có đặc tính chống bệnh tim.
Có khuyến cáo cho rằng, dùng rượu vang đỏ một cách điều độ (không quá 25g alcohol etylic mỗi ngày) làm giảm tỷ lệ tử vong do tim mạch xuống dưới 40%. Rượu vang đỏ có 3 cơ chế tác dụng: Chống oxy hóa, giãn mạch, chống huyết khối. Màng quả nho và hạt mầm chứa nhiều polyphenol. Trong rượu vang đỏ, phần rượu (alool etylic) giúp polyphenol hấp thu dễ dàng qua ruột non, nồng độ polyphenol trong rượu nho gấp 3-4 lần ở nước ép quả nho; Do đó hoạt tính của rượu vang đỏ hơn hẳn (so với ăn nho) rượu vang đỏ có nhiều triển vọng để phòng chữa xơ vữa động mạch, ung thư, bệnh do virus, sa sút trí tuệ.
Bênh cạnh đó, chất oligomeric procyanidins – một loại polyphenol có rất nhiều trong rượu vang đỏ làm theo cách truyền thống, quan trọng trong rượu vang đỏ đóng vai trò kéo dài tuổi thọ con người. Rượu vang đỏ từ lâu đã được biết đến là một trong những sản phẩm hỗ trợ rất tốt cho sức khỏe và ngày càng có nhiều bằng chứng thuyết phục về vai trò của oligomeric procyanidin với sức khỏe tim mạch. Song song đó, rượu vang đỏ cũng rất tốt cho phổi, một hợp chất tự nhiên có trong rượu vang đỏ là resveratrol có thể giúp chống lại bệnh phổi kinh niên và khí thủng (có không khí trong mô), chất này có trong nho đỏ, có thể làm giảm chất hóa học trong phổi - nguyên nhân chính gây ra bệnh viêm phổi. Khi tiêm resveratrol vào các mẫu thử chất lưu trong phổi của những người hút thuốc lá và những bệnh nhân bị chứng tắc phổi kinh niên, nó làm giảm interleukin 8 (một tác nhân gây ra chứng viêm phổi).
Uống một ly rượu vang đỏ mỗi ngày không chỉ mang đến cảm giác ăn ngon miệng mà còn tốt cho lợi khuẩn đường ruột sống ở niêm mạc ruột già. Rượu vang đỏ có thể hợp chất chống oxy hóa polyphenol có nhiều trong rượu vang đỏ đã ảnh hưởng đến sự cân bằng các loại vi khuẩn đường ruột. Được biết, một số tác dụng có lợi khác của hợp chất polyphenol được chứng minh như giảm huyết áp, giảm triglyceride, tăng cholesterol HDL (cholesterol có lợi cho sức khỏe). Một nghiên cứu mới đây cho thấy, uống rượu vang đỏ trong một chừng mực nào đó sẽ tốt cho sức khỏe. Ngoài việc kéo dài tuổi thọ, rượu vang đỏ còn góp phần làm giảm độ béo phì của cơ thể. Người ta đã thí nghiệm bằng cách cho chuột ăn toàn chất béo trong thời gian dài, sau đó cho uống vang đỏ đều đặn theo liều nhất định thì nhận thấy cơ thể chuột giảm hấp thụ chất béo, các bệnh về gan và một số bệnh khác do tiêu thụ thường xuyên chất béo giảm hẳn. Tỷ lệ chuột tử vong do ăn theo chế độ giàu chất béo đã giảm 31% đối với những con chuột tham gia thí nghiệm.

## Tác dụng phụ

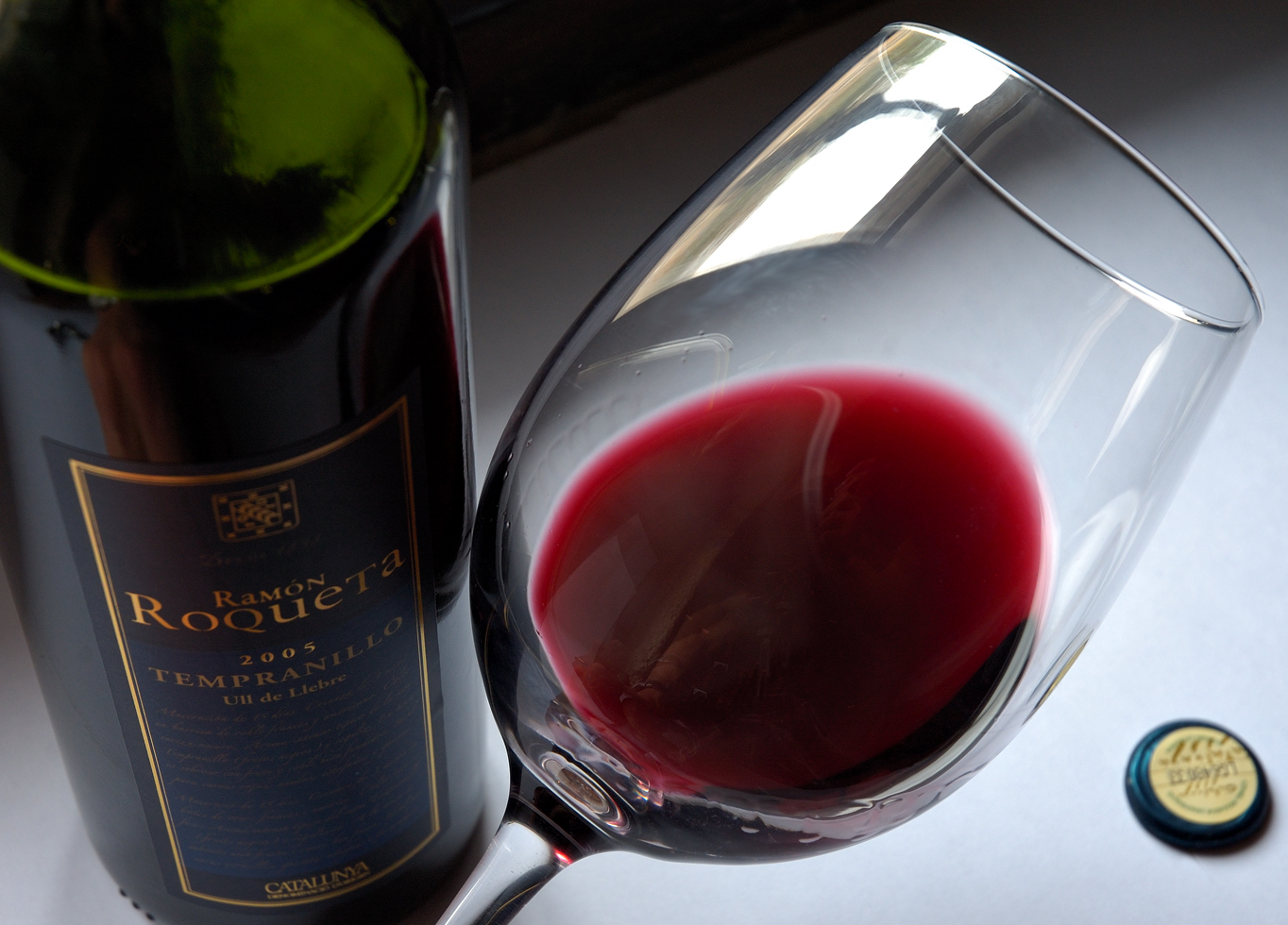
Uống rượu vang hợp lý sẽ có tác dụng tốt cho sức khỏe

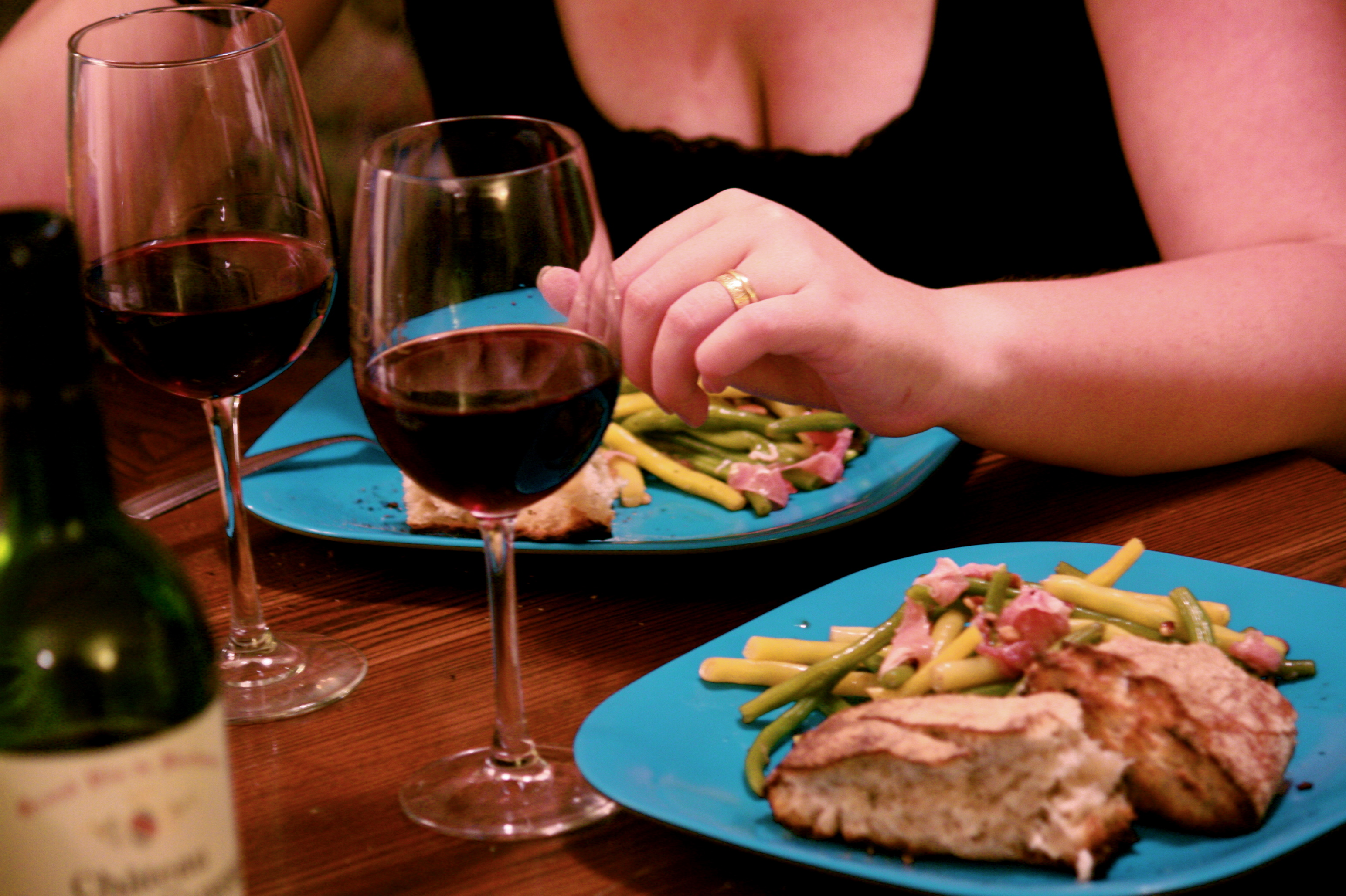
Rượu vang đỏ trong bữa ăn tối ở Pháp

Rượu vang đỏ cũng được biết là gây ra những cơn đau đầu dữ dội, nó gần như có thể bắt đầu với một hoặc hai ngụm đầu tiên và thậm chí có thể kéo dài trong vài giờ, gây ra cảm giác khó chịu. Rượu vang đỏ là một trong những tác nhân gây đau nửa đầu lớn nhất vì rượu được biết là làm giãn mạch trong não. Một hợp chất có trong vỏ nho có thể là một trong những nguyên nhân chính gây đau đầu. Rượu vang đỏ chứa nhiều histamine hơn rượu vang trắng vì nó được làm từ cả quả nho, bao gồm cả vỏ chứ không chỉ nước ép và cùi. Nhiều người tự nhiên bị thiếu hụt loại enzyme phân hủy histamine trong ruột non, rượu cũng ức chế enzyme, do đó sự kết hợp này làm tăng nồng độ histamine trong máu, làm giãn mạch máu và gây đau.
Bên cạnh đó, Tannin là hóa chất thực vật tạo hương vị cho rượu vang đỏ, Tannin chứa nhiều chất chống oxy hóa nhưng chúng cũng giải phóng các chất hóa học gọi là chất dẫn truyền thần kinh liên quan đến cơn đau. Sulfites là một chất bảo quản trong rượu vang cũng là nguyên nhân gây đau đầu, nhưng nhiều loại rượu vang trắng và các loại thực phẩm khác cũng chứa sulfite. Một lượng lớn sulfit cũng được tìm thấy trong một số loại trái cây và trái cây khô, khoai tây chiên, dưa chua, nho khô và nước tương. Cách thức điều trị chứng đau đầu do rượu vang đỏ gây ra như uống nhiều nước để bù nước cho cơ thể, úống đồ uống chứa caffein như trà hoặc cà phê, chườm lạnh hoặc chườm đá lên chỗ đau trong ít nhất 10-15 phút, nằm xuống trong phòng tối và cố gắng ngủ. Khi uống thì nên bắt đầu bằng việc uống một lượng nhỏ và sau đó tăng dần lượng, tránh uống khi bụng đói hoặc khi cơ thể bị mất nước, uống một ly nước giữa các ly rượu.